# Веслоноси
Веслоносите (Polyodontidae) са семейство животни от разред Есетроподобни (Acipenseriformes).
Таксонът е описан за пръв път от Шарл Люсиен Бонапарт през 1838 година.

## Родове
- Polyodon
- †Psephurus